# Justicia aymardii
Justicia aymardii är en akantusväxtart som beskrevs av D.C. Wasshausen. Justicia aymardii ingår i släktet Justicia och familjen akantusväxter. Inga underarter finns listade i Catalogue of Life.